# 十笏园
十笏园是中国北方园林，又名“丁家花园”，位于山东省潍坊市潍城区胡家牌坊街，建于清光绪十一年（1885年），面积2000平方米。因占地小，故得名十笏园，以喻其仅如十个板笏大小。后为潍县首富丁善宝花重金买下。1988年，由中华人民共和国国务院公布为全国重点文物保护单位。
园内房屋庭院众多，有假山、池塘、花草树木点缀其中。清高又纯朴的气质，清丽又脱俗的风韵，清幽又雅致的意境，清新又自在的悠闲。电视连续剧《西游记》中猪八戒与高小姐结婚的拍摄就在此地。
扬州八怪之一的郑板桥曾在此地任县令，十笏园中收藏了很多郑板桥的作品。